# Kauhsen
Kaushen var ett tyskt formel 1-stall som grundades av Willi Kauhsen och som deltog i ett par lopp säsongen 1979.
Kauhsen med föraren Gianfranco Brancatelli försökte kvalificera sig till loppen i   Spanien och Belgien 1979 men lyckades inte.